# Maribel Peris Muiños
Maria Isabel Peris Muiños (Castelló de la plana, 30 de juliol de 1950) és una activista social centrada en la Memòria Històrica. En 2018, va ser elegida com a membre del Consell Valencià de Cultura.
És llicenciada en Filosofia i Lletres per les universitats de Granada i València. A més, va obtenir una diplomatura en logopèdia a l'Hospital de Sant Pau de Barcelona i va realitzar un postgrau a la Universitat Autònoma de Bellaterra (Barcelona). També va completar una diplomatura a la UNED (Vila-real) en introducció a la formació psicoanalítica i estratègies en psicoteràpia. Amb experiència com a mestra de primària, és pedagoga i logopeda especialitzada en educació especial.
Peris Muiños és cofundadora del Grup per la Recerca de la Memòria Històrica de Castelló des de l'any 2004. Des d'aquesta data, ha mantingut una activitat cultural i divulgativa amb l'objectiu de promoure la memòria democràtica. Al juliol de 2018, va ser nomenada membre del Consell Valencià de Cultura pel ple de les Corts Valencianes.

## Publicacions
- 2007: Castelló sota les bombes. Coautora. Ed. Onada edicions.[6]
- 2010: Memorias del exilio de Joaquin Varea Queralt. Capítol dins Cultura exiliada. Ed. Universitat Jaume I.[7]
- 2012: Històries de vida al Castelló de la guerra i la postguerra. Ed. Universitat Jaume I.[8]
- 2013: Las desapariciones forzadas. Capítol dins Les brigades internacionals a Benicàssim, trobada internacional de memòria històrica 2010-2011. Ed. Cultiva libros.
- 2014: Matilde Alcón. Coautora de capítol dins del llibre col·lectiu El temps perdut. Memória Històrica de Vistabella. Ed. Universitat Jaume I.[9]
- 2016: La impunitat dels crims del franquisme. Dins de la revista Drets revista valenciana de reformes democràtiques nº2.[10]
- 2018: El primer bombardeig a Castelló durant la guerra civil. Dins de la Revista Millars, Espai i Història nº44. Ed. Universitat Jaume I.[11]
- 2019: Castelló republicà: arquitectura i urbanisme. Coautora. Ed. Grup per la Recerca de la Memòria Històrica.
- 2019: Recollida, recorregut i tractament de fonts orals al Grup per la Recerca de la Memòria Històrica de Castelló. Capítol dins de la revista Institut Obrer nº5. Ed. Associació Cultural Institut Obrer.[12]

- 2020: La gelada de 1946 a través de les fonts orals. Capítol dins del llibre col·lectiu La gelada de 1946. Adversitat climàtica, crisi tarongera i primer franquisme. Ed. Universitat Jaume I.[13]
- 2021: Memòria de l'exili valencià. Capítol dins del llibre col·lectiu Cultura i exili. Estudis d'història i literatura. Ed. Universitat Jaume I.[14]
- 2021: Vestigis franquistes. Capítol dins de la revista Revista valenciana d'estudis autonòmics nº66. Ed. Direcció General de Qualitat Democràtica, Responsabilitat Social i Foment de l’Autogovern Conselleria de Participació, Transparència, Cooperació i Qualitat Democràtica.[15]
- 2021: Els bombardejos a la ciutat de Castelló durant la guerra civil, 1936-1939. Capítol dins del Boletín de la Sociedad Castellonense de Cultura. Tom XCVII. Ed. Sociedad Castellonense de Cultura.[16]
- 2023: Matías Sangüesa Guimerà: una vida de servei al poble. Diversos capítols. Ed. Diputació de Castelló.[17]